# ويلهلم باوم (مؤرخ منطقة)
ويلهلم باوم (بالألمانية: Wilhelm Baum)‏ (و. 1948  م) هو مؤرخ منطقة ‏، ومختص في الدراسات القروسطية ‏، ومؤرخ، وناشر (حرفة)، وأستاذ جامعي، ومؤرخ أدبي، وslovenist ‏ من النمسا، وجمهورية يوغوسلافيا الاشتراكية الاتحادية، وسلوفينيا، ولد في دوسلدورف.

## التعليم
تعلم في جامعة إنسبروك، وتعلم في جامعة غراتس
.